# Liste de dessinateurs de presse
Cet article présente une liste de dessinateurs de presse.
| Nom                                    | Pays                           | Année de naissance | Année de décès | Principales collaborations |
| -------------------------------------- | ------------------------------ | ------------------ | -------------- | --- |
| Adelina (Kulmakhanova)                 | 🇰🇿Kazakhstan/ France           | 1994               |                | Le Canard enchaîné |
| Aghaei, Amin                           | Iran                           | 1982               |                | |
| Alidor                                 | Belgique                       | 1911               | 1995           | Le Petit XX ème, Pan, Ubu |
| Altan                                  | Italie                         | 1942               |                | |
| Aranega, Diego                         | France                         | 1970               |                | |
| Arno, Ed                               | États-Unis                     | 1916               | 2008           | The New Yorker, The New York Times... |
| Arnold, Karl                           | Allemagne                      | 1883               | 1953           | Simplicissimus... |
| Augsbourg, Géa                         | Suisse                         | 1902               | 1974           | |
| Aurel                                  | France                         | 1980               |                | |
| Avoine                                 | France                         | 1939               | 2017           | Paris Match, Le Nouvel Observateur, Libération, Siné Hebdo... |
| Babouse                                | France                         | 1972               |                | |
| Badeaux, Guy                           | Canada                         | 1949               |                | |
| Barbe                                  | France                         | 1936               | 2014           | |
| Barberousse                            | France                         | 1920               | 2010           | |
| Barte, Allan                           | France                         | 1978               |                | L'Écho des savanes |
| Raoul Barré                            | Canada                         | 1874               | 1932           | |
| Barrigue                               | France/ Suisse                 | 1950               |                | |
| Batellier                              | France                         | 1947               |                | |
| Bateman, Henry Mayo                    | Royaume-Uni                    | 1887               | 1970           | Punch... |
| Beaudet, Marc                          | Canada                         | 1971               |                | Le Journal de Montréal... |
| Bellus, Jean                           | France                         | 1911               | 1967           | |
| Bénédicte                              | Suisse                         | 1972               |                | Vigousse, Le Courrier, L'Hebdo... |
| Bengough, John Wilson                  | Canada                         | 1851               | 1923           | Grip (en), Toronto Globe... |
| BenL                                   | France                         | 1978               |                | |
| Berings, Louis                         | Belgique                       | 1888               | 1966           | France-Soir, Le Charivari... |
| Bernar                                 | France                         | 1957               | 2006           | |
| Bertall                                | France                         | 1820               | 1882           | |
| Berthelot, Hector                      | Canada                         | 1820               | 1882           | |
| Berthiaume, Roland                     | Canada                         | 1927               | 2021           | |
| Bertrand, Cécile                       | Belgique                       | 1953               |                | Axelle, le Vif, L'express, La Libre Belgique |
| Besse, Camille                         | France                         | 1983               |                | Charlie Hebdo, Marianne, L’Humanité, Causette... |
| Besse, Christophe                      | France                         | 1956               |                | Notre Temps |
| Bidu (Olivier Descombes)               | France                         |                    |                | |
| Blanc, Henry                           | France                         | 1921               | 2013           | France-Soir... |
| Bo Bojesen, Niels                      | Danemark                       | 1958               |                | Jyllands-Posten... |
| Bobika                                 | France                         | 1989               |                | L'Humanité |
| Borgman, Jim                           | États-Unis                     | 1954               |                | The Washington Post, The Cincinnati Enquirer... |
| Bors, Matt                             | États-Unis                     | 1983               |                | |
| Bradley, Luther D.                     | États-Unis                     | 1853               | 1917           | Chicago Daily News |
| Brito                                  | Portugal/ France               | 1943               |                | |
| Bosc                                   | France                         | 1924               | 1973           | Paris Match, France Dimanche... |
| Burki, Raymond                         | Suisse                         | 1949               |                | |
| Cabrol, Raoul                          | France                         | 1895               | 1956           | Le Journal du Peuple |
| Cabu                                   | France                         | 1938               | 2015           | Hara-Kiri, Charlie Hebdo, Le Canard enchaîné... |
| Cadsky, Klaus Peter                    | Allemagne/ Suisse              | 1937               | 2011           | Stern, Nebelspalter, Tages-Anzeiger... |
| Cagnat, Jean-Pierre                    | France                         | 1946               |                | Le Monde, L'Événement du jeudi... |
| Call                                   | Espagne/ France                | 1914               | 2002           | La Dépêche du Midi... |
| Calvi                                  | France                         | 1938               |                | France-Soir, Le Monde, Le Figaro, Lui |
| Carali                                 | France                         | 1945               |                | Psikopat, L'Idiot international, Hara-Kiri... |
| Caran d'Ache                           | France                         | 1858               | 1909           | |
| Carin Francis                          | Belgique                       | 1950               |                | Pourquoi Pas |
| Carlier, Jean                          | France                         | 1922               | 2011           | le Populaire... |
| Di Cavalcanti                          | Brésil                         | 1897               | 1976           | |
| Cham                                   | France                         | 1818               | 1879           | |
| Chapleau, Serge                        | Canada                         | 1945               |                | Le Devoir, La Presse... |
| Chappatte, Patrick                     | Suisse                         | 1967               |                | |
| Charb                                  | France                         | 1967               | 2015           | Charlie Hebdo... |
| Chard                                  | France                         | 1941               |                | Rivarol, Présent... |
| Chartier, Albert                       | Canada                         | 1912               | 2004           | |
| Chaunu, Emmanuel                       | France                         | 1966               |                | Ouest France, Journal de l'Union, Le Liberté |
| Chaval                                 | France                         | 1915               | 1968           | Paris Match, Le Figaro, Le Rire, Punch... |
| Chenez, Bernard                        | France                         | 1946               |                | L'Événement du jeudi, L'Équipe... |
| Chimulus                               | France                         | 1946               | 2016           | Le Journal du dimanche, Siné Hebdo... |
| Coco                                   | France                         | 1982               |                | Charlie Hebdo, Libération... |
| Pascal Coffez                          | France                         | 1957               |                | Nebelspalter, Andelfinger Zeitung (de)... |
| Coq                                    | Espagne                        | 1907               | 2001           | France-Soir, Paris-Presse... |
| Côté, André-Philippe                   | Canada                         | 1955               |                | Safarir, Le Soleil... |
| Couturier, Édouard                     | France                         | 1871               | 1903           | Le Cri de Paris, L'Assiette au beurre, Les Temps nouveaux... |
| Cullum, Leo                            | États-Unis                     | 1942               | 2010           | The New Yorker... |
| Daiffa                                 | Algérie                        |                    |                | |
| Dam                                    | Suisse                         | 1993               |                | La Région, Riviera Chablais... |
| Daumier, Honoré                        | France                         | 1808               | 1879           | |
| Debroeyer, Raoul                       | Belgique                       | 1933               |                | Pan, Le Soir... |
| Degano, Marino                         | Italie                         | 1960               |                | Science et Vie Junior... |
| Delannoy, Aristide                     | France                         | 1874               | 1911           | L'Assiette au beurre, Les Temps nouveaux... |
| Delessert, Étienne                     | Suisse                         | 1941               |                | Siné Hebdo... |
| Delestre, Philippe                     | France                         | 1951               |                | L'Est républicain... |
| Deligne                                | France                         |                    |                | La Croix, Le Généraliste, La Montagne... |
| Deloire                                | France                         | 1966               |                | |
| Delucq, Xavier                         | France                         | 1970               | 2021           | La Liberté de l'Est, Vosges Matin, Le HuffPost... |
| Delvallé, Christophe                   | France                         | 1958               |                | |
| Demare, Henri                          | France                         | 1846               | 1888           | Le Grelot, L'Éclipse... |
| Desclozeaux, Jean-Pierre               | France                         | 1938               |                | |
| Devéria                                | France                         | 1800               | 1857           | |
| Dilem                                  | Algérie                        | 1967               |                | El Watan, Le Monde, Liberté... |
| Djivanidès, Jean-Pierre                | France                         |                    |                | Les Échos, Le Figaro... |
| Dobritz                                | France                         | 1956               |                | Le Figaro... |
| Draner                                 | Belgique                       | 1833               | 1926           | Le Charivari, L'Illustration... |
| Dubouillon                             | France                         | 1943               |                | Le Progrès, Lyon Poche... |
| Dubout                                 | France                         | 1905               | 1976           | |
| Dubucq, Didier                         | Belgique (?)                   |                    |                | Les Corbeaux |
| Dubus                                  | Belgique                       | 1963               |                | La Dernière Heure/Les Sports, Moustique... |
| Dunn, Alan                             | États-Unis                     | 1900               | 1974           | The New Yorker, Architectural Record... |
| Duverdier, Jean                        | France                         | 1958               |                | Sud Ouest |
| Effel, Jean                            | France                         | 1908               | 1982           | Le Canard enchaîné, L'Os à moelle, L'Express... |
| Efimov, Boris                          | Russie                         | 1900               | 2008           | Izvestia, Krokodil, Pravda... |
| Egli, Charles Émile                    | Suisse/ France                 | 1877               | 1937           | L'Assiette au beurre, Le Rire, L'Illustration... |
| Erer, Ramize                           | Turquie                        | 1963               |                | Karşı... |
| Escaro, André                          | France                         | 1928               |                | Le Canard enchaîné, Libération... |
| Faber, André                           | France                         | 1954               |                | Courrier international, Le Monde, Dernières Nouvelles d'Alsace... |
| Faivre, Abel                           | France                         | 1867               | 1945           | L'Assiette au beurre, Le Figaro... |
| Faizant, Jacques                       | France                         | 1918               | 2006           | Le Figaro, La Vie... |
| Falké, Pierre                          | France                         | 1884               | 1947           | Le Rire, Le Crapouillot... |
| Faro                                   | France                         | 1969               |                | L'Équipe, France Football, Nice-Matin... |
| Faujour                                | France                         | 1959               |                | L'Anticapitaliste, La Grosse Bertha, Siné Hebdo... |
| Feiffer, Jules                         | États-Unis                     | 1929               |                | The New Yorker, Playboy, Esquire... |
| Ferjac, Pol                            | France                         | 1900               | 1979           | Franc-Tireur, Le Canard enchaîné... |
| Ferran, Claude                         | France                         | 1948               |                | Sud Ouest, Le Dauphiné libéré... |
| Fiorucci, Vittorio                     | Canada                         | 1932               | 2008           | The New Yorker, Playboy, Esquire... |
| Fleg                                   | Canada                         | 1971               |                | Le Soleil... |
| Florane                                | France                         | 1869               | 1939           | La Caricature, Les Temps nouveaux... |
| Foolz, Walter                          | France                         | 1972               |                | Charlie Hebdo, CQFD... |
| Forain, Jean-Louis                     | France                         | 1852               | 1931           | L'Écho de Paris, Le Figaro... |
| Forgeur, Ernest                        | Belgique                       | 1897               | 1961           | La Meuse, Pourquoi Pas ?... |
| Fougasse                               | Royaume-Uni                    | 1887               | 1965           | Punch... |
| Fousi                                  | France                         |                    |                | le Figaro... |
| Fox, Gill                              | États-Unis                     | 1915               | 2004           | The Fairfield Citizen, The Connecticut Post (en)... |
| Framic                                 | France                         | 1995               |                | La Voix du Nord... |
| Franx                                  | Belgique                       | 1956               |                | Liberté's, La Feuille de Chou, Ubu-Pan... |
| Fred                                   | France                         | 1930               | 2013           | L'Événement du jeudi, Libération...Zero,Hara- kiri |
| Fuzier, Robert                         | France                         | 1898               | 1982           | le Populaire, Marianne, le Droit de vivre, le Canard enchaîné, Libération, Action, Sport vu... |
| Gado                                   | Tanzanie                       | 1969               |                | Daily News, Business Times... |
| Gag                                    | Canada                         | 1963               |                | Safarir... |
| Gal                                    | Belgique                       | 1940               |                | |
| García Cabral, Ernesto                 | Mexique                        | 1890               | 1968           | Mundo Ilustrado, Multicolor... |
| Gard, Alex                             | Russie/ États-Unis             | 1900               | 1948           | Le Matin, Fantasio, The New Yorker... |
| Garnotte                               | Canada                         | 1951               |                | Le Devoir, Les Débrouillards... |
| Gautier, Barthélemy                    | France                         | 1846               | 1893           | |
| Gavarni, Paul                          | France                         | 1804               | 1866           | L'Illustration, Le Charivari... |
| Gébé                                   | France                         | 1929               | 2004           | Charlie Hebdo, Zéro... |
| Geluck                                 | Belgique                       | 1954               |                | Le Soir, Siné Hebdo... |
| Gerard                                 | Belgique                       | 1953               |                | La Dernière Heure |
| Gervèse                                | France                         | 1880               | 1959           | Fantasio, La Vie parisienne... |
| Gibo                                   | France                         | 1948               |                | Pilote, Rock & Folk, Télé Z... |
| Gielbé                                 | France                         |                    |                | Les Nouvelles calédoniennes, Demain en Nouvelle-Calédonie... |
| Giemsi                                 | France                         |                    |                | Bakchich, La Mèche, Satiricon... |
| Gill, André                            | France                         | 1840               | 1885           | Journal amusant, Le Charivari... |
| Gir, Charles                           | France                         | 1883               | 1941           | L'Assiette au beurre... |
| Girerd, Jean-Pierre                    | France                         | 1931               | 2018           | La Presse... |
| Glez, Damien                           | France/ Burkina Faso           | 1967               |                | Journal du jeudi, Jeune Afrique... |
| Goldberg, Rube                         | États-Unis                     | 1883               | 1970           | |
| Goubelle                               | France                         | 1954               |                | Charente libre, La Mèche, Siné Hebdo... |
| Gourmelin, Jean                        | France                         | 1920               | 2011           | Le Point, Hara-Kiri, Le Monde... |
| Grandville                             | France                         | 1803               | 1847           | La Silhouette, La Caricature, Le Charivari... |
| Grévin, Alfred                         | France                         | 1827               | 1892           | Petit journal pour rire, Le Charivari... |
| Gros (Gros, Pascal)                    | France                         | 1970               |                | Marianne, L’Humanité, Siné Mensuel, 28', Fluide Glacial... |
| Grove, William Napoléon                | France                         | 1901               | 1975           | Le Canard enchaîné, Marianne... |
| Guerroui, Brahim                       | Algérie                        | 1951               | 1995           | El Moudjahid... |
| Hajjaj, Emad                           | Jordanie                       | 1967               |                | Jordan Times... |
| Hankour, Mohamed                       | Algérie                        | 1946               |                | Le Peuple, Jeune Afrique, El Moudjahid... |
| Harvec, André                          | France                         | 1918               | 2010           | France-Soir... |
| Heine, Thomas Theodor                  | Allemagne                      | 1867               | 1948           | Simplicissimus, Lustige Blätter... |
| Hénault, Jules                         | France                         | 1859               | 1909           | Les Temps nouveaux, Le Libertaire, La Caricature... |
| Henriot                                | France                         | 1857               | 1933           | Le Charivari, L'Illustration, l'Almanach Vermot |
| Henry, Maurice                         | France                         | 1907               | 1984           | |
| Herblock                               | États-Unis                     | 1909               | 2001           | The Washington Post... |
| Hermann-Paul                           | France                         | 1864               | 1940           | The Washington Post... |
| Hervé des Vallières                    | France                         | 1921               | 2005           | Ici Paris, Le Hérisson Aux Écoutes, Jours de France... |
| Honoré                                 | France                         | 1941               | 2015           | Les Temps nouveaux, La Guerre sociale... |
| Horn (Fernand Van Horen)               | Belgique                       | 1909               | 2005           | Le Soir, Le Soir Illustré, L'Eclair... |
| Horsey, David                          | États-Unis                     | 1951               |                | Los Angeles Times, Seattle Post-Intelligencer... |
| Hoviv                                  | France                         | 1929               | 2005           | Le Hérisson, Jours de France, Jours de France... |
| Hudon, Normand                         | Canada                         | 1929               | 1997           | Le Devoir, La Presse... |
| Hunter, Raoul                          | Canada                         | 1926               | 2018           | Le Soleil... |
| Hunter, Samuel                         | Canada                         | 1835               | 1939           | Grip, Toronto Star... |
| Isaac, Alberto                         | Mexique                        | 1925               | 1998           | Esto... |
| Iturria, Michel                        | France                         | 1946               |                | Sud Ouest... |
| Jac                                    | Belgique                       | 1953               |                | Pourquoi Pas |
| Jala                                   | France                         | 1969               |                | L'Obs, Que choisir, Sports Auvergne... |
| Jihel                                  | France                         | 1947               |                | Le Monde... |
| Jiho                                   | France                         | 1958               |                | La Grosse Bertha, Siné Hebdo, Siné Mensuel... |
| Job                                    | France                         | 1858               | 1931           | La Caricature, La Lune... |
| Joly, Benoît                           | Canada                         | 1963               |                | Enfin Bref... |
| Jossot, Henri Gustave                  | France                         | 1866               | 1951           | La Caricature, La Plume... |
| Jul                                    | France                         | 1974               |                | Charlie Hebdo, L'Obs... |
| Julien, Henri                          | Canada                         | 1852               | 1908           | The Montreal Star, Monde illustré de Paris... |
| KAK (Monsieur KAK), Patrick Lamassoure | France                         | 1969               |                | l'Opinion, Cartooning For Solidarity, Cartooning for peace, ... |
| Kanar                                  | Belgique                       | 1967               |                | Le Soir, Moustique... |
| Kap                                    | Espagne                        | 1974               |                | La Vanguardia, Mundo Deportivo... |
| Kerleroux, Jean-Marie                  | France                         | 1936               |                | Le Canard enchaîné, Libération, Le Gri-Gri international... |
| Kichka, Michel                         | France/ Israël                 | 1954               |                | Le Monde... |
| Kim Seong-hwan                         | Corée du Sud                   | 1932               | 2019           | Dong-A Ilbo... |
| King, Fay                              | États-Unis                     | 1889               | ?              | Daily Mirror, New York American... |
| Kiraz                                  | France                         | 1923               | 2020           | Jours de France, Gala, Paris Match... |
| Kirby, Rollin                          | États-Unis                     | 1874               | 1952           | New York World... |
| Kley, Heinrich                         | Allemagne                      | 1863               | 1945           | |
| Kóber, Leó                             | Hongrie                        | 1876               | 1931           | Die Muskete, Üstökös, Borsszem Jankó... |
| Konk                                   | France                         | 1944               |                | Le Figaro, Minute, National-Hebdo... |
| Koukryniksy                            | Russie                         | 1902/1903/1903     | 1990/1991/2000 | Komsomolskaïa Pravda, Literatournaïa gazeta, Krokodil... |
| Kroll, Pierre                          | Belgique                       | 1958               |                | Le Soir, Ciné Télé Revue, Moustique... |
| Kuntz, Francis, alias « Kafka »        | France                         | 1956               |                | L'Écho des savanes, La Grosse Bertha... |
| Laborde, Chas                          | France                         | 1886               | 1941           | L'Assiette au beurre, Gazette du Bon Ton, Le Courrier français... |
| Lacombe, Xavier                        | France                         |                    |                | Marianne, Siné Mensuel, Urtikan, Mazette, L'Écho des savanes |
| L'Andalou                              | Canada                         |                    |                | La Presse, Le Monde, Cartooning for peace, Le Gaboteur, El Watan |
| Lap                                    | France                         | 1921               | 1987           | Le Canard enchaîné |
| LaPalme, Robert                        | Canada                         | 1908               | 1997           | Le Devoir, La Presse... |
| Large, Marc                            | France                         | 1973               |                | Siné Hebdo, Sud Ouest, Vigousse... |
| Lariar, Lawrence                       | États-Unis                     | 1908               | 1981           | The Saturday Evening Post, The Saturday Evening Post... |
| Lassalvy, Robert                       | France                         | 1932               | 2001           | Ici Paris, Lui... |
| Lasserpe                               | France                         | 1966               |                | Siné Mensuel, S!lence... |
| Lassus, Robert                         | France                         | 1930               | 2004           | Le Parisien... |
| Lavergne, Jacques                      | France                         | 1921               | 2008           | Le Hérisson, l'Almanach Vermot, Minute... |
| Laville                                | France                         | 1937               |                | Le Canard enchaîné, Hara-Kiri, Libération... |
| Lee Do-yeong                           | Corée du Sud                   | 1884/1885          | 1933/1934      | Daehan minbo... |
| Le Noir, Robert                        | France                         | 1896               | 1973           | Le Canard enchaîné, Le Hérisson... |
| Lesage, Louis Ernest                   | France                         | 1847               | 1919           | La Vie parisienne, Le Frou-frou, Le Rire... |
| Lingner, Max                           | Allemagne                      | 1888               | 1959           | L'Humanité, L'Avant-Garde, Monde... |
| Lissac, Pierre                         | France                         | 1878               | 1955           | |
| Lindingre                              | France                         | 1969               |                | Fluide glacial... |
| Lingner, Max                           | Allemagne                      | 1888               | 1959           | L'Humanité, L'Avant-Garde, Monde... |
| Louison                                | France                         | 1985               |                | L'Obs... |
| Loup                                   | France                         | 1936               | 2015           | Fluide glacial, Charlie Mensuel... |
| Luckovich, Mike                        | États-Unis                     | 1960               |                | The Atlanta Journal-Constitution... |
| Lulu d'Ardis                           | France                         | 1985               |                | Le Monde.fr... |
| Manuel Luque                           | Espagne                        | 1854               | 1924           | Le Charivari, Journal amusant, Les Hommes d'aujourd'hui... |
| Luz                                    | France                         | 1972               |                | Fluide glacial, Charlie Hebdo... |
| MacNelly, Jeff                         | États-Unis                     | 1947               | 2000           | Richmond News-Leader, Chicago Tribune... |
| Kahil, Mahmoud                         | Liban                          | 1936               | 2003           | Asharq al-Awsat, Arab News, Al Majalla Magazine... |
| Marold, Luděk                          | République tchèque             | 1865               | 1898           | Le Monde illustré, Revue illustrée, Le Figaro... |
| Masioni, Pat                           | France                         | 1946               |                | Le GRI-GRI international... |
| Matejko, Theo                          | Autriche                       | 1893               | 1946           | Berliner Illustrirte Zeitung... |
| Mauldin, Bill                          | États-Unis                     | 1921               | 2003           | Stars and Stripes, Life, Chicago Sun-Times... |
| May, Phil                              | Royaume-Uni                    | 1864               | 1903           | Sydney Bulletin, Punch... |
| Métivier, Serge                        | Canada                         | 1954               |                | Délire, Dernière heure... |
| Meurisse, Catherine                    | France                         | 1980               |                | Charlie Hebdo... |
| Liébaux, Jean-Marie-Michel             | France                         | 1881               | 1923           | L'Écho de Paris, La Vie parisienne... |
| Mabic                                  | France                         | 1974               |                | Fluide Glacial, Siné Hebdo, CQFD... |
| Makina, Vera                           | Hongrie                        |                    |                | Canard Enchaîné, Mondafrique, Lien social |
| Miège, David                           | France                         | 1968               |                | Le Magazine des livres, Le Cri du contribuable, Minute... |
| Zlatkovski, Mikhaïl                    | Russie                         | 1944               |                | |
| Mix & Remix                            | Suisse                         | 1958               | 2016           | L'Hebdo, Siné Hebdo... |
| Moisan, Roland                         | France                         | 1907               | 1987           | L'Œuvre, Le Parisien... |
| Monier, Henri                          | France                         | 1901               | 1959           | Le Canard enchaîné, Libération... |
| Louis Morel-Retz                       | France                         | 1825               | 1899           | Le Charivari, Le Journal Amusant, L'Illustration, Le Monde illustré... |
| Morez, Henri                           | France                         | 1922               | 2017           | Jours de France, Le Figaro littéraire, Le Pèlerin, Notre temps, Panorama Chrétien, Le Rire, Le Progrès de Lyon, L’Est républicain, Midi libre, Le Dauphiné libéré, France Dimanche, Elle....              |
| Morvan, André                          | France                         | 1953               |                | Le Trégor, Le Télégramme... |
| Morvandiau                             | France                         | 1974               |                | Ferraille, Jade, Bakchich... |
| Mose                                   | France                         | 1917               | 2003           | France Dimanche, Paris Match... |
| Mosher, Terry                          | Canada                         | 1942               |                | The Montreal Star, The Gazette... |
| Mrożek, Sławomir                       | Pologne/ France                | 1930               | 2013           | Gazeta Wyborcza... |
| Müller, Valéry                         | France                         | 1873               | 1917           | L'Assiette au beurre, La Caricature... |
| Mullin, Willard                        | États-Unis                     | 1902               | 1978           | New York World-Telegram... |
| Mutio, Dominique                       | France                         | 1964               |                | L'Obs, Le Monde, Libération, La Croix, L'Itinérant, ... |
| Muzo                                   | France                         | 1960               |                | Hara-Kiri, Charlie Mensuel, Libération... |
| Nast, Thomas                           | États-Unis                     | 1840               | 1902           | Harper's Weekly |
| Ness                                   | France                         | 1964               |                | La Savoie |
| Nicoulaud                              | Russie                         | 1942               | 2008           | Hara-Kiri, Charlie Mensuel, La Gueule ouverte... |
| Nob                                    | Turquie                        | 1880               | 1935           | L'Assiette au beurre, Le Rire... |
| Noblet                                 | France                         | 1969               |                | L'Écho des savanes, Psikopat... |
| Nono                                   | France                         | 1946               |                | Le Télégramme, Le Peuple breton... |
| Ochs, Jacques                          | Belgique                       | 1883               | 1971           | Pourquoi Pas ? |
| O'Galop                                | France                         | 1867               | 1946           | Le Rire, Le Cri de Paris... |
| Oliphant, Pat                          | Australie/ États-Unis          | 1935               |                | Adelaide Advertiser, The Denver Post... |
| Oliv'                                  | France                         | 1965               |                | Bakchich, L'Équipe... |
| Opper, Frederick Burr                  | États-Unis                     | 1857               | 1937           | Puck... |
| Ormes, Jackie                          | États-Unis                     | 1911               | 1985           | Harper's Weekly |
| Ortifus                                | Espagne                        | 1948               |                | Levante-EMV... |
| Mustapha Osman                         | Tunisie/ États-Unis            | 1906/1907          | ?              | Al Moudhik, Al Moumathil... |
| Ostoya, Georges d'                     | Pologne                        | 1948               |                | |
| Pageau, Marc                           | Canada                         | 1963               |                | Solaris, Safarir... |
| Paget, Sidney                          | Royaume-Uni                    | 1860               | 1908           | The Strand Magazine... |
| Pancho                                 | France                         | 1944               |                | Canard Enchaîné, Le Monde... |
| Pascal (Garcia)                        | France                         | 1967               |                | |
| Paul, Bruno                            | Allemagne                      | 1874               | 1968           | |
| Pellegrini, Carlo                      | Italie                         | 1839               | 1889           | Vanity Fair... |
| Perich                                 | Espagne                        | 1941               | 1995           | La Vanguardia, Diario de Barcelona, El Periódico de Catalunya... |
| Pertuzé, Jean-Claude                   | France                         | 1949               |                | La Dépêche du Midi... |
| Peskov, Vitaliy                        | Russie                         | 1944               | 2002           | Literatournaïa gazeta... |
| Pessin, Denis                          | France                         |                    |                | Le Monde, Slate... |
| Peterson, Roy                          | Canada                         | 1936               | 2013           | The Vancouver Sun, Maclean's... |
| Pétillon, René                         | France                         | 1945               |                | Canard Enchaîné, Charlie Hebdo, Le Monde... |
| Petitjean, Hippolyte                   | France                         | 1854               | 1929           | Les Temps nouveaux, L'Assiette au beurre... |
| Pévé                                   | Belgique                       | 1953               |                | Pourquoi pas ?, L'Echo |
| Philipon, Charles                      | France                         | 1800               | 1862           | La Caricature, Le Charivari... |
| P.K.                                   | Belgique                       | 1957               |                | La Cité |
| Tastet, Philippe                       | France                         | 1957               |                | La Dépêche du Midi, Le Point, Libération... |
| Pinel, Hervé                           | France                         | 1960               |                | Le Monde, Marianne, Les Échos, Siné Mensuel, Le Figaro |
| Pico, Maurice                          | France                         | 1900               | 1977           | Science et Vie, L'Auto... |
| Piem                                   | France                         | 1923               | 2020           | Canard Enchaîné... |
| Pijet, André                           | Canada                         | 1957               |                | |
| Pinatel, Pierre                        | France                         | 1929               |                | Minute, National-Hebdo... |
| Patrick Pinter                         | France                         |                    |                | Le Parisien, Marianne, L'Orient-Le Jour... |
| Plantu                                 | France                         | 1951               |                | Le Monde, L'Express... |
| Plumet, Jean                           | France                         | 1871               | 1939           | L'Assiette au beurre, Le Frou-frou... |
| Poulbot, Francisque                    | France                         | 1897               | 1946           | |
| Poussin, Gérald                        | Suisse                         | 1946               |                | Charlie Mensuel, L'Obs, Libération... |
| Prokopljević, Jovan                    | Serbie                         | 1940               |                | Jež... |
| Pruche, Clément                        | France                         | 1811               | 1890           | Le Charivari, La Caricature... |
| Quevilly, Laurent                      | France                         | 1951               |                | Ouest-France, Le Peuple breton... |
| Quezada, Abel                          | Mexique                        | 1920               | 1991           | Ovaciones, Últimas noticias, The New Yorker... |
| Raemaekers, Louis                      | Pays-Bas                       | 1869               | 1956           | De Telegraaf... |
| Rall, Ted                              | États-Unis                     | 1963               |                | |
| Ranson, Olivier                        | France                         | 1959               |                | Le Parisien... |
| Ravn, Carsten                          | Danemark                       | 1859               | 1914           | L'Assiette au beurre, L'Intrépide, Les Belles Images... |
| Raynaud, Olivier                       | France                         |                    |                | La Tribune, VSD, Le Quotidien de Paris... |
| Red !                                  | France                         | 1973               |                | Cartooning for peace... |
| Reiser                                 | France                         | 1941               | 1983           | Charlie Hebdo, L'Écho des savanes, Métal hurlant... |
| Rémi                                   | France                         | 1963               |                | Psikopat, CQFD... |
| Renner Helmut                          | Allemagne / France             | 1950               |                | Paris match, télé 7 jours , télé 7 jeux, das Spiel |
| Reymond, Pierre                        | Suisse                         | 1933               | 2017           | Tribune de Genève... |
| Ricord, Patrice                        | France                         | 1947               |                | L'Express, Paris Match, L'Obs... |
| Riss                                   | France                         | 1966               |                | Charlie Hebdo... |
| Robinson, Boardman                     | Canada                         | 1867               | 1952           | New-York Tribune, Metropolitan Magazine... |
| Rolandaël                              | France                         | 1921               | 2012           | Minute, L'Os à moelle, La Croix... |
| Roubaud, Benjamin                      | France                         | 1811               | 1847           | La Caricature, Le Charivari... |
| Rousso, Robert                         | France                         | 1937               |                | Charlie Hebdo, Siné Hebdo, La Mèche... |
| Rouveyre, André                        | France                         | 1879               | 1962           | Le Frou-frou... |
| RÜ                                     | France                         | 1924               | 1995           | Noir et Blanc (magazine)... |
| Sanaga                                 | France                         | 1983               |                | Le Monde , Le temps, Reporterre, Psikopat, Mazette... |
| Sancha Lengo, Francisco                | Espagne                        | 1874               | 1936           | Le Frou-frou, L'Assiette au beurre, Madrid Cómico... |
| Sarcus, Charles-Marie de               | France                         | 1821               | 1867           | L'Illustration, Le Charivari... |
| Savignol, Simon                        | France                         | 1866               | 1938           | L'Assiette au beurre, Le Rire... |
| Scarfe, Gerald                         | Royaume-Uni                    | 1936               |                | The Sunday Times, The New Yorker... |
| Scott, Tom                             | Nouvelle-Zélande               | 1947               |                | New Zealand Listener, The Dominion Post... |
| Searle, Ronald                         | Royaume-Uni                    | 1920               | 2011           | The New Yorker, Life, Punch... |
| Sem                                    | France                         | 1863               | 1934           | Le Journal, Le Figaro, L'illustration... |
| Sempé                                  | France                         | 1932               | 2022           | Noir et Blanc, L'Obs... |
| Sennep                                 | France                         | 1894               | 1982           | Candide, Le Figaro, Point de vue... |
| Serdu                                  | Belgique                       | 1940               |                | Trends Tendance |
| Serre, Claude                          | France                         | 1938               | 1998           | Plexus, Hara-Kiri, Pariscope... |
| Shoemaker, Vaughn                      | États-Unis                     | 1902               | 1991           | Chicago Daily News, International New York Times... |
| Sic, Simon Claude                      | France                         | 1930               |                | Samedi soir; Radar, Ici Paris ,France-Dimanche,Paris-Jour,Journal du Dimanche,le Pelerin, Notre temps,Le Parisien libéré,Feuille d'avis de Lausanne,Bouquet (Suisse),l'Illustré,le Herisson,Nice-Matin... |
| Simons, Léopold                        | France                         | 1901               | 1979           | |
| Siné                                   | France                         | 1928               | 2016           | Siné Massacre, L’Enragé, Charlie Hebdo, Siné Hebdo... |
| Sleen, Marc                            | Belgique                       | 1922               | 2016           | |
| Slim                                   | Algérie                        | 1945               |                | L'Humanité... |
| Slomszynski, André                     | Pologne/ France                | 1844               | 1909           | L'Illustration... |
| Solo, François                         | France                         | 1933               | 2008           | L'Os à moelle, Le Canard enchaîné, La Croix... |
| Sondron, Jacques                       | Belgique                       | 1963               |                | Courrier international, Le Journal du mardi, Le Soir... |
| Soph'                                  | France                         | 1974               |                | Canard Enchaîné, L'Humanité, Siné Mensuel, Siné Madame |
| Soulcié, Thibaut                       | France                         | 1983               |                | L'Équipe, CQFD, La Revue Dessinée... |
| Soupault, Ralph                        | France                         | 1904               | 1962           | Le Charivari, Aspects de la France, Gringoire... |
| Spiegelman, Art                        | États-Unis                     | 1948               |                | The New Yorker... |
| Sta, Henri de                          | France                         | 1846               | 1920           | Le Chat noir, Le Rire, Le Charivari... |
| Steadman, Ralph                        | États-Unis                     | 1936               |                | The New York Times, Rolling Stone... |
| Steinberg, Saul                        | États-Unis                     | 1914               | 1999           | The New Yorker... |
| Szlakmann, Charles                     | France                         | 1946               |                | Le Monde, Les Échos... |
| Tabourine, Vladimir                    | Russie                         | 1870               | 1954           | Niva... |
| Tastet, Philippe                       | France                         | 1957               |                | La Dépêche du Midi... |
| Tassuad                                | France                         | 1948               |                | Le Trégor... |
| Telnaes, Ann                           | Suède/ États-Unis              | 1960               |                | |
| Tesson                                 | France                         | 1976               |                | Courrier Cadre, Ombres et Lumière... |
| Testevuide, Jehan                      | France                         | 1873               | 1922           | L'Assiette au beurre, Le Monde illustré, La Semaine de Suzette... |
| Thackeray, Bal                         | Inde                           | 1926               | 2012           | Journal Free Press... |
| Thibert, Colin                         | France                         | 1951               |                | Ça m'intéresse, International New York Times, Phosphore... |
| Lefred Thouron                         | France                         | 1961               |                | Libération, Le Canard enchaîné, Charlie Hebdo... |
| Thurber, James                         | États-Unis                     | 1894               | 1961           | Chicago Tribune... |
| Tignous                                | France                         | 1957               | 2015           | Charlie Hebdo, Marianne, Fluide glacial... |
| Tilgenkamp, Max                        | Belgique                       | 1978               |                | Métro, Le Soir... |
| Tim                                    | Pologne/ France                | 1919               | 2002           | L'Express, Le Monde, Time... |
| Toé, Antoine                           | France                         | 1903               | 1989           | Le Matin, Le Rire, Le Petit Marseillais... |
| Topor, Roland                          | France                         | 1938               | 1997           | Hara-Kiri, Elle... |
| Tournade, Maurice                      | France                         | 1925               | 2014           | La Nouvelle République du Centre-Ouest... |
| Tran, Hélène                           | Viêt Nam/ France               | 1954               |                | Marie Claire, Vanity Fair, Vogue Paris... |
| Tresckow, Egon von                     | Allemagne                      | 1907               | 1952           | Hessische Allgemeine... |
| Trez                                   | France                         | 1926               |                | Ici Paris, France Dimanche, Paris Match... |
| Ungerer, Tomi                          | France                         | 1931               | 2019           | The New York Times, Life... |
| Vadot                                  | France/ Royaume-Uni/ Australie | 1971               |                | Le Vif/L'Express, L'Écho... |
| Vallet, Louis                          | France                         | 1856               | 1940           | La Vie parisienne, Le Frou-frou... |
| Vernier, Charles                       | France                         | 1813               | 1892           | Le Charivari... |
| Vial, Nicolas                          | France                         | 1971               |                | Le Monde, Le Figaro Magazine... |
| Villemot, Jean                         | France                         | 1880               | 1958           | Le Frou-frou, Le Rire, L'Assiette au beurre... |
| Vladdo                                 | Colombie                       | 1963               |                | Semana, El Tiempo... |
| Voutch                                 | France                         | 1958               |                | Lui, Télérama, Le Point... |
| Wazem, Pierre                          | Suisse                         | 1970               |                | Le Temps... |
| Weiluc, Lucien-Henri                   | France                         | 1873               | 1947           | Le Rire, La Vie parisienne, L'Assiette au beurre... |
| Westergaard, Kurt                      | Danemark                       | 1935               |                | Jyllands-Posten... |
| Wiaz                                   | France                         | 1949               |                | L'Obs... |
| Widhopff, David                        | France                         | 1873               | 1933           | Le Rire, La Vie parisienne, L'Assiette au beurre... |
| Willem                                 | Pays-Bas/ France               | 1941               |                | Charlie Hebdo, Libération... |
| Willette, Adolphe Léon                 | France                         | 1857               | 1926           | Le Courrier français, Le Rire, L'Assiette au beurre... |
| Willis From Tunis                      | Tunisie                        | 1973               |                | Siné Mensuel, Siné Madame, Courrier international, Zelium... |
| Willy Zekid                            | Afrique du Sud                 | 1873               | 1933           | Ngouvou, Journal des jeunes pour les jeunes, Planète jeunes... |
| Wingz                                  | France                         | 1972               |                | Metronews, Tribune du sud, L'écho du mardi, Nature Trail, L'almanach Vermot, ... |
| Wolinski                               | France                         | 1934               | 2015           | Charlie Hebdo, L'Humanité, Paris Match... |
| Widhopff, David                        | France                         | 1873               | 1933           | Le Rire, La Vie parisienne, L'Assiette au beurre... |
| Widhopff, David                        | France                         | 1873               | 1933           | Le Rire, La Vie parisienne, L'Assiette au beurre... |
| Woźniak                                | Pologne/ France                | 1954               |                | Le Canard enchaîné, Libération, L'Obs... |
| Yassin Latrache                        | France / Maroc                 | 1988               |                | Le Monde.fr, Cartooning for peace,... |
| Zac, Pino                              | Italie                         | 1930               | 1985           | Le Canard enchaîné... |
| Zapiro                                 | Afrique du Sud                 | 1958               |                | The Sunday Times, Star, Cape Times... |
| Zaza                                   | Belgique                       | 1967               |                | De Standaard, NRC Handelsblad, Het Nieuwsblad... |

### Liens utiles
- National Cartoonists Society
- Dessinateurs pour l'égalité des genres
- Cagle's list of political cartoonists
- Globe Cartoon